# Жезтырнак
Жезтырмак или Жез Тырмак (каз. Жезтырнақ, что буквально означает «медный ноготь») — женский злой демонический персонаж казахской мифологии и некоторых соседних с ними тюркских народов . Обычно представляется в облике красивой молодой девушки или женщины с медным носом и медными когтями, обладавших злобным характером и невероятной силой.
Жезтырнак кроме чудовищной силы, обладает громким пронзительным голосом и своим криком убивает птиц и мелких животных. Очень замкнутая, молчаливая красавица. Что-то вроде вампирши. Но в отличие от европейской нечисти жезтырнак не боится серебра  – её одежда полна золотых и серебряных украшений. Своих рук с длинными металлическими когтями она никогда не показывает – прячет их под длинными рукавами. Жезтырнак гипнотизирует человека холодным, немигающим взглядом, и когда он засыпает, впивается в него своими железными когтями, высасывая всю кровь. Эти существа невероятно мстительны и злопамятны. Если жезтырнак удается убить, то за неё начинает мстить её супруг – сорель. А в случае и его гибели человека преследуют их осиротевшие дети.
Подобные мифы бытовали и у киргизов, называвших молодую красавицу-демоницу Джез тырмак или Джез Тумшук ("медный ноготь"). Сходные мифологические образы известны в преданиях у тувинцев (дух по имени чулбус или иначе шулбус) и бурят (демон му-шубун). 